# Stazione di Castellalto-Canzano
Stazione di Castellalto-Canzano vasútállomás Olaszországban, San Nicolò a Tordino településen.

## Vasútvonalak
Az állomást az alábbi vasútvonalak érintik:
- Giulianova–Teramo-vasútvonal

## Kapcsolódó állomások
A vasútállomáshoz az alábbi állomások vannak a legközelebb:
- Stazione di Teramo
- Stazione di Bellante-Ripattone